# Orlando Pizzolato

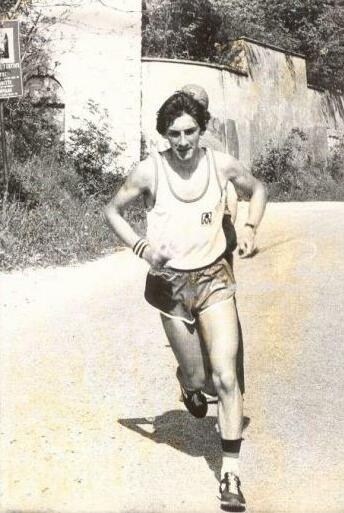
Pizzolato em treinamento no início dos anos 1980

Orlando Pizzolato (Thiene, 30 de julho de 1958) é um ex-maratonista italiano. Foi duas vezes vencedor da Maratona de Nova Iorque (1984 e 1985) e medalha de prata no Campeonato da Europa de Atletismo de 1986